# Hilde Kappes
Hilde Kappes (* 9. März 1964 in Bernkastel-Kues) ist eine deutsche Improvisationsmusikerin (Gesang, zahlreiche Musikinstrumente, aber auch Abflussrohr, Komposition), die häufig in einer Phantasiesprache „schortuanisch“ singt und spricht. 

## Wirken
Kappes erhielt zunächst bei ihrem Vater, einem Organisten und Chorleiter, Klavierunterricht. Nach einem Jahr an der Musikhochschule Köln studierte sie 1983 bis 1988 Musik und Bewegungserziehung in Wien, ist aber als Performerin weitgehend Autodidaktin. Ihre Vokal-Akrobatik und Performance auf vielseitigem Instrumentarium beim Frauenmusikfestival Wie es ihr gefällt 1994 in Berlin fand positive Beachtung bei der Kritik. In André Hellers Variete-Show im Berliner „Wintergarten“ wirkte sie als Moderatorin.
Es folgten Auftritte in Theatern, auf diversen Musikfestivals, Literaturtagungen und Kongressen in Deutschland, Frankreich, Schweiz und Österreich. Kappes leitete aber auch interdisziplinäre Projekte (mit bildender Kunst, Tanz und Film). Sie schuf Theater- und Film-Musiken, aber auch Hörspiele für Südwestrundfunk (Das Schortuanische Klavier 1997), Deutschlandfunk und Deutschlandradio sowie mehrere Alben und DVDs unter eigenem Namen. Sie ist auch auf Alben von Michael Rodach und Veras Kabinett zu hören.
Kappes erhielt Lehraufträge an der Universität der Künste Berlin, aber auch an weiteren Hochschulen im In- und Ausland.

## Preise und Auszeichnungen
Kappes wurde 2001 als Preisträgerin der Jury mit dem Prix Pantheon Frühreif & Verdorben ausgezeichnet; 2002 erhielt sie den Handelsblatt-Preis und die Morenhovener Lupe. Weiterhin erhielt sie 2003 den Jurypreis des Rhoner SurPrize in Bozen.

## Diskographische Hinweise
- Musica ab ‘surdo (kip 1995)
- Landscape of a Voice (kip 1998)
- Pipes and Vibes (T&M 1999)
- Unlabelled (2000, mit Salome Buser, Béatrice Graf)